# Saint-Clair (Tarn-et-Garonne)
Saint-Clair é uma comuna francesa na região administrativa de Occitânia, no departamento de Tarn-et-Garonne. Estende-se por uma área de 8,35 km². Em 2010 a comuna tinha 277 habitantes (densidade: 33,2 hab./km²).